# Dieter Müller
Dieter Müller (Offenbach am Main, 1 april 1954) is een Duits voormalig voetballer. Na zijn actieve loopbaan werd hij voorzitter van de Duitse voetbalclub Kickers Offenbach.

## Carrière
In zijn voetbaldagen was hij een spits, die 177 doelpunten op zijn naam zette in de Duitse Bundesliga. Hiermee staat op plaats 7 van de all-time ranglijst van topscorers. Met de club waarvoor hij het langst het shirt droeg, 1. FC Köln wist hij tweemaal DFB-Pokal-winnaar te worden en eenmaal landskampioen. Voor deze club trof hij op 17 augustus 1977 zesmaal doel in een Bundesligawedstrijd tegen Werder Bremen (7-2).

## Duits voetbalelftal
In totaal droeg Müller twaalfmaal het trikot van het Duits voetbalelftal, waarvoor hij negen keer scoorde. Hij nam namens Duitsland deel aan het Europees kampioenschap voetbal 1976 (waarvan hij met vier doelpunten topscorer werd) en aan het Wereldkampioenschap voetbal 1978.

## Erelijst
- Vice-europees kampioen 1976
- Topscorer van het EK 1976 met 4 treffers.
- DFB-Pokal-winnaar 1977 (met FC Köln)
- Topscorer van de Bundesliga met 34 doelpunten
- Duits Landskampioen 1978 (met FC Köln)
- DFB-Pokal-winnaar 1978 (met FC Köln)
- Topscorer van de Bundesliga met 24 doelpunten
- Frans Landskampioen 1984 (met Girondins Bordeaux)
- Frans Landskampioen 1985 (met Girondins Bordeaux)